# 荻窪八幡神社
荻窪八幡神社（おぎくぼはちまんじんじゃ）は、東京都杉並区上荻にある神社。

## 由緒
旧上荻窪村の鎮守。当神社の創建は、寛平年間（889年-898年）と言われている。その後の1051年（永承6年）に源頼義が奥州の安倍貞任征伐（前九年の役参照）の途中でここに宿陣して戦勝を祈願し、後の1062年（康平5年）に凱旋の折、神恩に感謝して当社を厚く祀ったと言われている。その後の1477年（文明9年）江戸城主であった太田道灌は、上杉定正の命をうけ石神井城主・豊島泰経を攻める際に、この故事にならってこの神社に武運を祈願した。この時植えた高野槇の樹1株が、2015年現在も神社の境内にそびえる「道灌槇」で、御神木として崇められている。
本殿は1895年（明治28年）、拝殿は1936年（昭和11年）に建てられた。

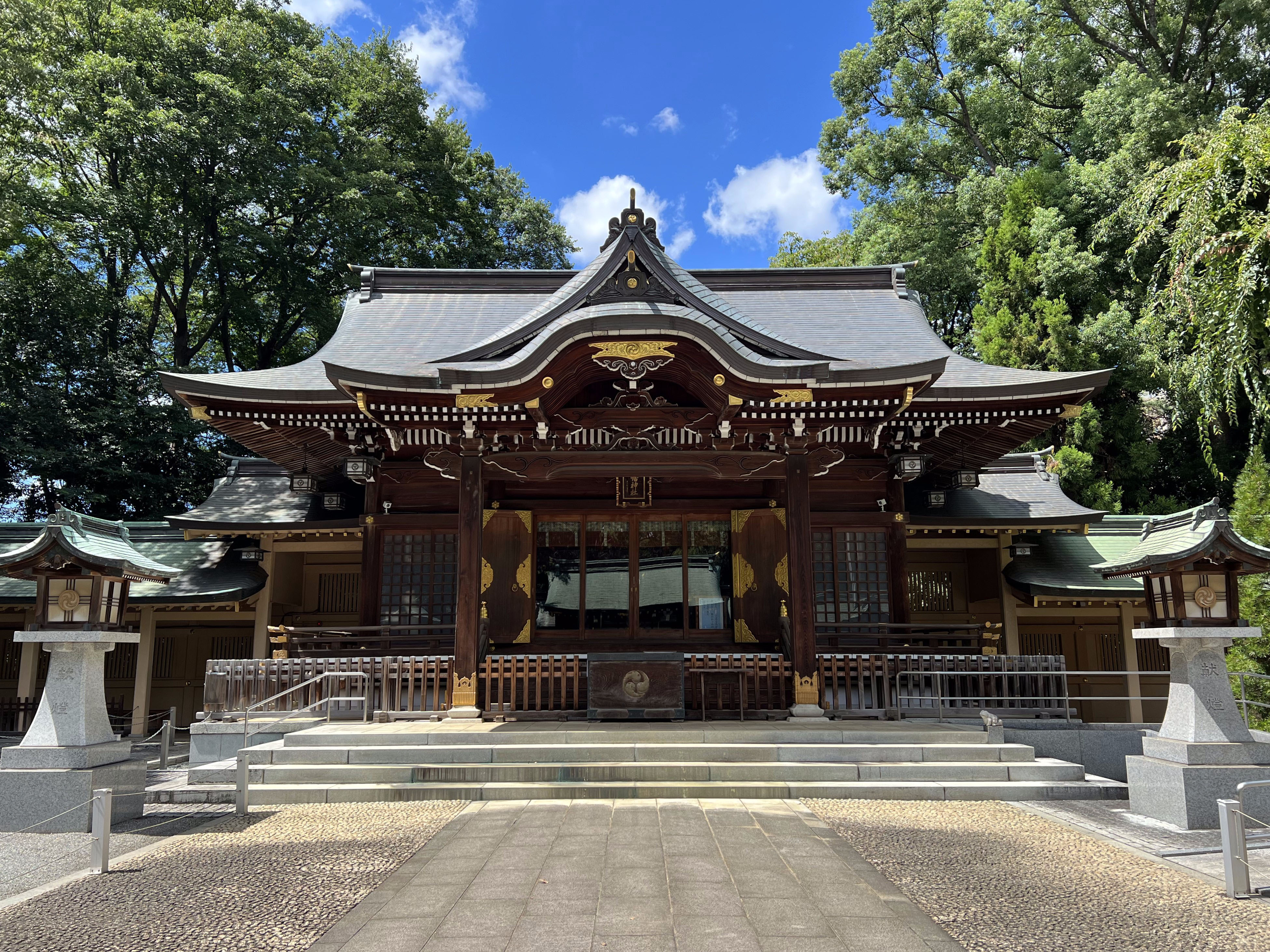
拝殿
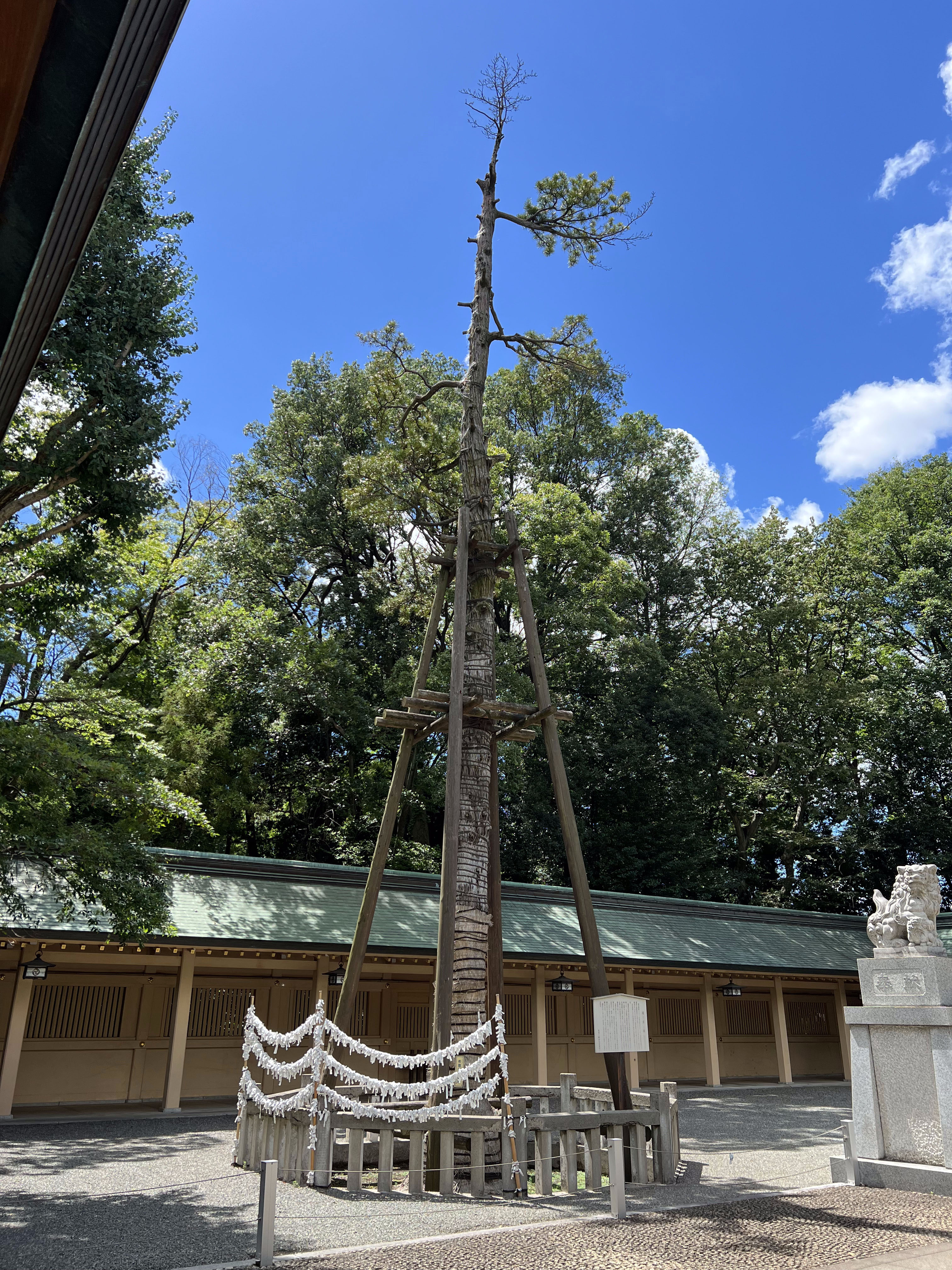
道灌槇

## 境内社
- 稲荷神社
- 祓戸神社
- 須賀神社
- 琴平神社
- 御獄神社
- 猿田彦神社
- 秋葉神社

## 文化財
荻窪八幡神社のコウヤマキ。
杉並区指定文化財 天然記念物（植物）、昭和61年3月31日指定
延宝七年銘石造狛犬。
杉並区指定文化財 有形文化財（彫刻）、昭和59年3月31日指定
板絵着色製茶図
杉並区指定文化財 有形民俗文化財（信仰）、平成15年3月12日指定

## アクセス
- 中央線快速・東京メトロ丸ノ内線・荻窪駅より徒歩約20分または関東バス（荻36系統など）荻窪警察署前下車
- 拝観は無料。